# Floriana Garuccio
Floriana Garuccio (Erice, 3 maggio 1964) è un'ex cestista e allenatrice di pallacanestro italiana.
Ala-pivot di 180 cm, ha giocato in Serie A1 con Parma, Priolo, Palermo e Alcamo.

## Carriera
Cresce nel settore giovanile della Velo Trapani. Nel 1981-1982 esordisce nella massima serie con la Dietalat Parma.
Disputa quindi cinque stagioni a Priolo, con cui ritorna nella massima serie ed esordisce anche in Coppa Ronchetti nel 1986-1987.
Nel 1987-1988 passa al Verga Palermo con cui rimane tre stagioni.
Nel 1991-1992 è ad Anagni. Nella stagione successiva passa ad Alcamo, con cui disputa ancora la Ronchetti.
Nel 1997-1998 è alla Cestistica Ragusa. Ha giocato anche con Sassari e Palestrina B.F..
Ha allenato l'Under-13 maschile del Basket Trapani e la squadra trapanese di basket in carrozzina.

## Statistiche

### Statistiche in campionato
Dati aggiornati al 30 giugno 1998
| Stagione        | Squadra                  | Competizione    | Partite | Partite | Partite | Statistiche tiro | Statistiche tiro | Statistiche tiro | Altre statistiche | Altre statistiche | Altre statistiche | Altre statistiche | Altre statistiche |
| Stagione        | Squadra                  | Competizione    | Pres.   | Titol.  | Minuti  | Tiri da 2        | Tiri da 3        | Liberi           | Rimb.             | Assist            | Rubate            | Stopp.            | Punti             |
| --------------- | ------------------------ | --------------- | ------- | ------- | ------- | ---------------- | ---------------- | ---------------- | ----------------- | ----------------- | ----------------- | ----------------- | ----------------- |
| 1980-1981       | Velo Trapani             | Serie B         |         |         |         |                  |                  |                  |                   |                   |                   |                   |                   |
| 1981-1982       | Dietalat Parma           | Serie A1        | 18      |         |         |                  |                  |                  |                   |                   |                   |                   | 26                |
| 1982-1983       | Trogylos Priolo          | Serie A2        |         |         |         |                  |                  |                  |                   |                   |                   |                   |                   |
| 1983-1984       | Trogylos Priolo          | Serie A2        |         |         |         |                  |                  |                  |                   |                   |                   |                   |                   |
| 1984-1985       | Trogylos Priolo          | Serie A2        |         |         |         |                  |                  |                  |                   |                   |                   |                   |                   |
| 1985-1986       | Trogylos Priolo          | Serie A2        |         |         |         |                  |                  |                  |                   |                   |                   |                   |                   |
| 1986-1987       | Polenghi Priolo          | Serie A1        | 32      |         |         |                  |                  |                  |                   |                   |                   |                   | 332               |
| 1987-1988       | Universal Geneve Palermo | Serie A1        | 10      |         |         |                  |                  |                  |                   |                   |                   |                   | 8                 |
| 1988-1989       | Gran Pane Palermo        | Serie A1        | 30      |         |         |                  |                  |                  |                   |                   |                   |                   | 255               |
| 1989-1990       | GS Verga Palermo         | Serie A1        | 25      |         | 561     | 59/159           | 0/0              | 19/34            | 48                | 8                 | 19                |                   | 137               |
| 1991-1992       | Anagni                   | Serie A2        |         |         |         |                  |                  |                  |                   |                   |                   |                   |                   |
| 1992-1993       | Alcamo                   | Serie A2        |         |         |         |                  |                  |                  |                   |                   |                   |                   |                   |
| 1993-1994       | Alcamo                   | Serie A2        |         |         |         |                  |                  |                  |                   |                   |                   |                   |                   |
| 1995-1996       | Don Rizzo Alcamo         | Serie A1        | 15      |         | 166     | 10/32            | 0/1              | 9/12             | 12                | 3                 | 3                 |                   | 29                |
| 1997-1998       | Cestistica Ragusa        | Serie A2        |         |         |         |                  |                  |                  |                   |                   |                   |                   |                   |
| Totale carriera | Totale carriera          | Totale carriera | 130     |         | 727     | 69/191           | 0/1              | 28/46            | 60                | 11                | 22                |                   | 787               |

### Statistiche nelle coppe europee
Dati aggiornati al 30 giugno 1996
| Stagione        | Squadra          | Competizione    | Partite | Partite | Partite | Statistiche tiro | Statistiche tiro | Statistiche tiro | Altre statistiche | Altre statistiche | Altre statistiche | Altre statistiche | Altre statistiche |
| Stagione        | Squadra          | Competizione    | Pres.   | Titol.  | Minuti  | Tiri da 2        | Tiri da 3        | Liberi           | Rimb.             | Assist            | Rubate            | Stopp.            | Punti             |
| --------------- | ---------------- | --------------- | ------- | ------- | ------- | ---------------- | ---------------- | ---------------- | ----------------- | ----------------- | ----------------- | ----------------- | ----------------- |
| 1986-1987       | Polenghi Priolo  | Ronchetti       | 4       |         |         |                  |                  |                  |                   |                   |                   |                   | 37                |
| 1995-1996       | Don Rizzo Alcamo | Ronchetti       | 8       |         | 71      | 15/27            | 0/1              | 4/10             | 4                 | 2                 | 6                 |                   | 36                |
| Totale carriera | Totale carriera  | Totale carriera | 12      |         | 71      | 15/27            | 0/1              | 4/10             | 4                 | 2                 | 6                 |                   | 73                |

## Palmarès
- Campionato italiano di Serie A2: 2
Trogylos Priolo: 1985-1986; S.C. Alcamo: 1993-1994.